# Turó de la Llosa
El Turó de la Llosa, és un cim de 1.091,1 metres d'altitud situat en el terme municipal de la Pobla de Segur, al Pallars Jussà. Està situat a prop de l'extrem est del terme. És un dels Rocs de Queralt, que fan de dosser septentrional a la vall de la Noguera Ribagorçana just en deixar aquest riu l'estret de Collegats, dins del sector de Gramuntill, antic poble que queda al sud-est del Turó de la Llosa.